# جوني رايت
جوني رايت (بالإنجليزية: Johnny Wright)‏ (19 مايو 1929 – 12 يوليو 2001) هو ملاكم من المملكة المتحدة راحل، مثّل بلاده في الألعاب الأولمبية الصيفية 1948 وحقق الميدالية البرونزية في فئة الوزن المتوسط.

## روابط خارجية
جوني رايت على موقع بوكس ريك (الإنجليزية) (registration required)
- جوني رايت على موقع اللجنة الأولمبية الدولية (الإنجليزية)
- جوني رايت على موقع أوليمبيديا (الإنجليزية)
- جوني رايت على موقع اللجنة الأولمبية البريطانية (الإنجليزية)